# Reprezentacja Polski w ice speedwayu
Reprezentacja Polski w ice speedwayu – grupa zawodników ice speedwaya reprezentujących Rzeczpospolitą Polską w sportowych imprezach międzynarodowych. Za jej funkcjonowanie odpowiedzialna jest Główna Komisja Sportu Żużlowego, która należy do Polskiego Związku Motorowego.

## Historia

### Początek dali Poloniści (1964–1969)
Kolebką ice speedwaya w Polsce jest miasto Bydgoszcz. Zimą na przełomie lat 1964 i 1965 w tutejszym klubie Polonia, na podstawie dokumentacji fotograficznej przywiezionej ze Związku Radzieckiego przez działacza PZMotu, Bronisława Ratajczyka działacze, zawodnicy wraz z mechanikiem klubowym, Pawłem Łabickim, skonstruowali pierwszy w Polsce motocykl do jazdy po torze lodowym. 24 stycznia 1965 roku na specjalnie przygotowanym do wyścigów na lodzie torze Stadionu Miejskiego odbył się pokazowy trening Mieczysława Połukarda. Tej samej zimy rozegrano także turniej o "Srebrny Kolec IKP", w którym ze względu na dostępność tylko jednego motocykla ścigali się pojedynczo (w późniejszym czasie Łabicki z Kupczyńskim skonstruowali cztery kompletne motocykle). Zawody wygrał Połukard w czasie 70,2 s. Tej samej zimy odbyły się w Bydgoszczy także zawody z udziałem zawodników radzieckich, w których zwyciężył Walentin Moisiejew, przed Wsiewołodem Nierytowem i Jurijem Dudorinem. Najlepszym z Polaków okazał się M. Połukard, który zajął 5. miejsce. Zawody w dniach 6-7 marca odbyły się także w Zakopanem gdzie oprócz zawodników bydgoskiej Polonii, Mieczysława Połukarda, Edwarda Kupczyńskiego, Zygfryda Friedka oraz braci Norbeta i Rajmunda Świtałów wystąpił Stanisław Tkocz.
Debiut Polaków w zawodach rangi międzynarodowej przypadł na zimę 1966 roku, w półfinale indywidualnych mistrzostw świata w ice speedwayu rozgrywanym w Leningradzie. W dwudniowych zawodach Mieczysław Połukard zdobył 18 punktów, które dało mu 5. miejsce premiowane awansem do finału. Pozostali Polacy, Edward Kupczyński i Norbert Świtała zajęli odpowiednio 12. i 13. miejsce. W liczącym 4 rundy cyklu Połukard zdobył 9 punktów i został sklasyfikowany na 14. pozycji.
W kolejnym sezonie, w 1967 roku, w półfinale mistrzostw świata Polskę reprezentowało trzech Polaków. Na skutek upadku i kontuzji zawodów nie ukończył Mieczysław Połukard, zaś Rajmund Świtała sklasyfikowany został na 14. pozycji. Drugie miejsce premiowane awansem zajął Norbert Świtała. W czterech finałach światowych rozgrywanych w Ufie, Moskwie i Leningradzie zdobył 27 punktów, zajmując 7. miejsce, dotychczas najwyższe spośród polskich zawodników.
Do Związku Radzieckiego bracia Świtałowie pojechali jeszcze w 1969 roku. Norbert zajął 3. miejsca na turniejach towarzyskich w Kemerowie i Krasnojarsku. Rodzeństwo miało jeszcze wystartować w turniejach w Prokopjewsku i Kisielowsku, zawody te jednak zostały odwołane ze względu na silne mrozy.

### Ice speedway w Warszawie (1994–1996)
W 1994 roku Polski Związek Motorowy podjął się organizacji rundy kwalifikacyjnej i Grand Prix Polski indywidualnych mistrzostw świata 1995 na warszawskim torze łyżwiarskim "Stegny". Ze względu na brak zawodników krajowych z polską licencją wystąpili rosyjscy bracia Jurij i Siergiej Iwanowowie. Zakwalifikowali się oni do Grand Prix, podczas dwóch rund w Warszawie Siergiej zajął 7. i 6. miejsce, zaś Jurij w pierwszym dniu rozgrywek był zawodnikiem rezerwowym, drugiego dnia zajął 13. lokatę. W całym cyklu, na który składało się 10 rund, w końcowej klasyfikacji, rodzeństwo zajęło odpowiednio 10. miejsce (Siergiej) i 17. miejsce (Jurij). Pod nadzorem braci trenował wtedy późniejszy reprezentant kraju Zdzisław Żerdziński. Rok później na Stegnach ponownie odbyły się dwie rundy Grand Prix w wyścigach lodowych, jednak bez udziału reprezentantów Polski.

### Era Sanoka i Grzegorza Knappa (2006–2015)

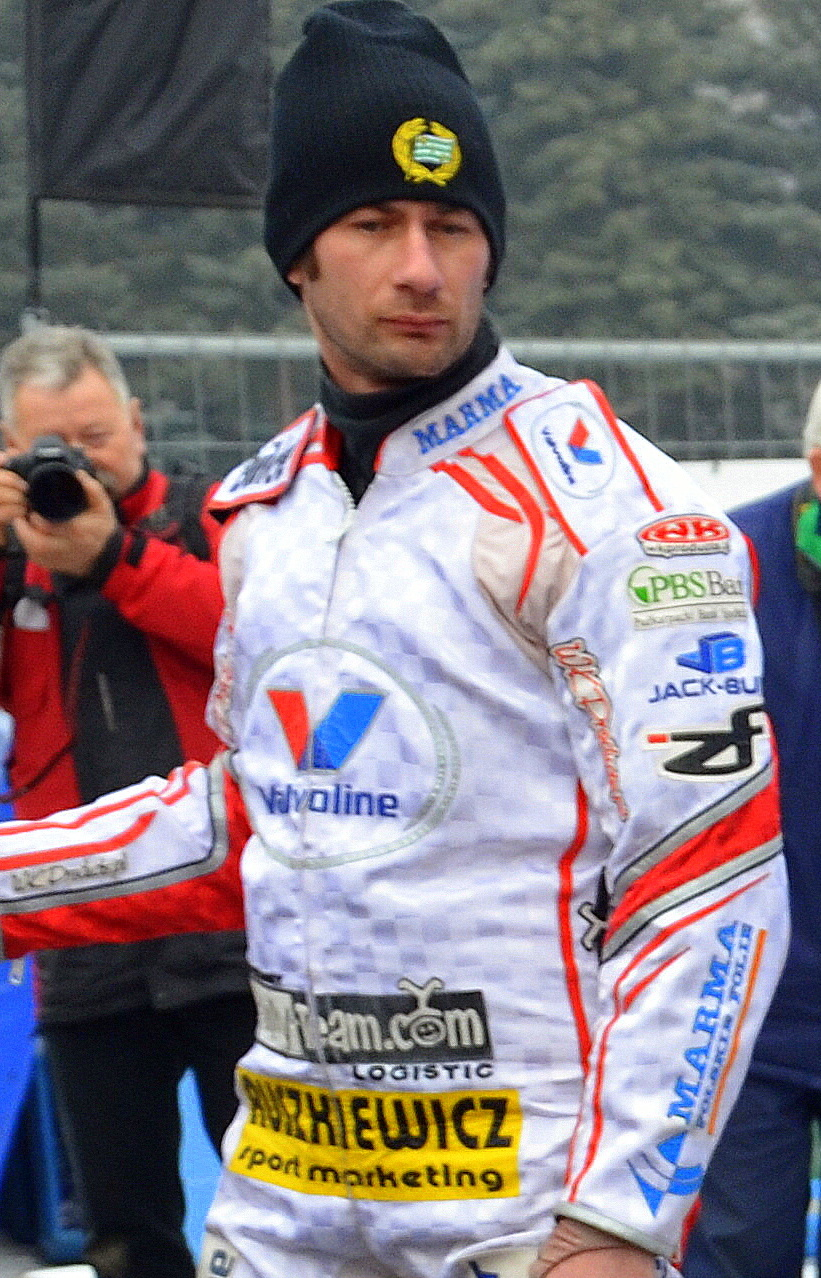
Grzegorz Knapp

Po raz kolejny ice speedway w Polsce odrodził się za sprawą Pawła Ruszkiewicza - działacza i promotora żużlowego, który zainicjował rozgrywanie turniejów Sanok Cup na torze łyżwiarskim Błonie. W pierwszej edycji zaplanowanej na 9–10 grudnia 2006 roku, a rozegranej 13 i 14 stycznia 2007 r., wziął udział Zdzisław Żerdziński, były zawodnik klasycznej odmiany żużla, posiadający licencję zawodniczą w wyścigach lodowych od 1997 roku i startujący dotychczas w zawodach w Niemczech i Szwecji. Polski zawodnik zajął ostatnią, 17. lokatę. W biegach pokazowych ścigali się także Piotr Hejnowski i Grzegorz Knapp.
Rok później, 25 stycznia 2008 r., na sanockim torze odbyła się kolejna runda Sanok Cupu, w którym wysokie 5. miejsce zajął Grzegorz Knapp. W kolejnych dwóch dniach odbył się półfinał i finał indywidualnych mistrzostw Europy. Półfinału nie przebrnęli Piotr Hejnowski i Zdzisław Żerdziński, z kolei Grzegorz Knapp jako reprezentant gospodarzy miał zagwarantowany występ w finale, który zakończył się zdobyciem 2 punktów i 15. miejscem.
W sezonie 2009 w trzeciej edycji Ice Racing Sanok Cupu i rozgrywanych w dwóch kolejnych dniach eliminacji mistrzostw świata spośród Polaków najlepiej zaprezentował się Michał Widera zajmując odpowiednio 19. i 13. miejsce. Poza nim w walce o światowy czempionat wystąpili Mirosław Daniszewski i Zdzisław Żerdziński, który zajęli 16. i 17. miejsce. W zawodach nie wystąpił Grzegorz Knapp ze względu na odniesioną podczas treningu kontuzję.
Kolejna edycja Ice Racing Sanok Cupu odbyła się 15 stycznia 2010 roku. W zawodach wystąpiło 3 Polaków, na 13. miejscu zmagania zakończył Grzegorz Knapp, 19. Mirosław Daniszewski, ostatnią 22. lokatę zajął Paweł Strugała. Następnego dnia na sanockim torze odbyły się eliminacje indywidualnych mistrzostw świata, 6. miejsce zajął Knapp, a 15. był Widera, rezerwowymi zawodów byli Mirosław Daniszewski i Piotr Hejnowski. Knappowi przyznano dziką kartę indywidualnych mistrzostw świata 2010 w których zajął. 15 miejsce. Na arenie międzynarodowej zaprezentował się również Widera który zajął 18 miejsce w półfinale indywidualnych mistrzostw Europy, rozgrywanych w Ufie.
Wyścigi na lodzie w sezonie 2011 zainaugurowane zostały dwoma turniejami w Wielkopolsce. 2 stycznia na torze naturalnym na jeziorze Winiary w Gnieźnie odbył się turniej o puchar prezydenta miasta Gniezna. Zwyciężył w nim Grzegorz Knapp, przed Mirosławem Daniszewskim, Paweł Strugała zajął 7. miejsce, a Piotr Hejnowski był 16. 8 stycznia odbyły się kolejne zawody, turniej o "Złote Koziołki", który odbył się na jeziorze Maltańskim w Poznaniu. Knapp zajął w nim 2. lokatę, zaś pozostali Polacy, Strugała i Daniszewski zajęli odpowiednio 13. i 14. miejsce. 21 stycznia na torze w Sanoku odbyła się runda kwalifikacyjna indywidualnych mistrzostw świata 2011. Awans do finałowych rozgrywek wywalczył z 5. miejsca Knapp, zaś Daniszewski został sklasyfikowany na 11. pozycji. Kolejnego dnia odbyła się piąta edycja Ice Racing Sanok Cupu, w której odległe 13., 14. i 17. miejsce zajęli Knapp, Strugała i Daniszewski. Finałowe rozgrywki o tytuł mistrza świata Knapp zakończył na 14. miejscu. Najlepszy polski zawodnik startował również w indywidualnych mistrzostwa Europy, rozgrywanych na torze w Togliatti, gdzie zajął 11. miejsce.
Rozgrywki w roku 2012 rozpoczęły się dla Polaków od uczestnictwa w rundzie kwalifikacyjnej indywidualnych mistrzostw świata, awans 3. miejsca uzyskał Grzegorz Knapp, Paweł Strugała był 9., Mirosław Daniszewski 14., a Piotr Hejnowski 17. Cała czwórka Polaków wystartowała następnego dnia w VI Ice Racing Sanok Cupie, zajmując 7. (Knapp), 12. (Strugała), 18. (Daniszewski), i 21. (Hejnowski). W finałach mistrzostw świata Knapp był 11., natomiast w mistrzostwach Europy, rozgrywanych w holenderskim Assen zajął 12. miejsce.
Najważniejszym wydarzeniem w lodowym sezonie 2013 był debiut reprezentacji Polski w drużynowych mistrzostwach świata, rozgrywanych w Sanoku. Polska drużyna w składzie: Grzegorz Knapp, Paweł Strugała, Mirosław Daniszewski uplasowała się na 4. miejscu, ulegając Rosji, Austrii i Szwecji, a pokonując Czechy, Niemcy, Finlandię. W indywidualnych mistrzostwach świata 2013 Knapp otrzymał od organizatorów dziką kartę i w dziesięciorundowym cyklu z 35 punktami zajął 11. miejsce. O awans do mistrzostw świata starał się również Daniszewski, ale w turnieju Challenge na torze w szwedzkim Norrköping zajął dopiero 15. lokatę.
Sezon 2014 zainaugurował VII Ice Racing Sanok Cup, w turnieju półfinałowym rozegranym 25 stycznia wygrał Grzegorz Knapp, oprócz niego wystartowali Mirosław Daniszewski, który był 10. i Michał Knapp, który zajął 15 miejsce. W turnieju finałowym rozegranym dzień później G. Knapp był siódmy. Podobnie jak rok wcześniej, reprezentacja Polski wzięła udział w drużynowych mistrzostwach świata, rozegranych na torze w Togliatti. Polacy w składzie Grzegorz Knapp, Michał Knapp i Mirosław Daniszewski zajęli ostatnie, 7. miejsce. W indywidualnych mistrzostwach świata 2014, ze względu na niemożność rozegrania turnieju Challenge w austriackim St. Johann im Pongau otrzymał od organizatorów nominację na występy w cyklu "gladiatorów". Zawodnik w 8 rundach zdobył 31 punktów, co pozwoliło mu zająć, najwyższe w swojej karierze, 10. miejsce.
Ze względu na śmierć Grzegorza Knappa wskutek urazów odniesionych po upadku w zawodach ligi holenderskiej na torze w belgijskim Heusden-Zolder w czerwcu 2014 roku oraz odbiegający od światowej czołówki poziom pozostałych reprezentantów, zrezygnowano z organizacji turnieju w Sanoku w 2015 roku. Od tego czasu Mirosław Daniszewski wystąpił w rundzie kwalifikacyjnej indywidualnych mistrzostw świata, organizowanych w szwedzkim Strömsundzie, gdzie zajął 13. miejsce oraz w indywidualnych mistrzostwa Europy w rosyjskich Łuchowicach, które zakończył na 16. pozycji.

### Lodowe ściganie w Tomaszowie Mazowieckim (od 2020) i powrót Sanoka (2022)
Powrót rozgrywek na lodzie w Polsce nastąpił dzięki władzom Areny Lodowej, w Tomaszowie Mazowieckim, Polskiego Związku Motorowego oraz promotorowi rozgrywek żużlowych – firmie speedwayevents.pl, które podjęły się organizacji indywidualnych mistrzostw Europy 2020. Zawody pierwotnie miały odbyć się w dniu 21 marca 2020 roku, jednak z powodu pandemii COVID-19 zostały przełożone na 13 grudnia. Jedyny reprezentant Polski, Michał Knapp, zajął w nich 13. miejsce.
Kolejna edycja Indywidualnych mistrzostw Europy, rozegrana została 4 grudnia 2021 roku w Tomaszowie Mazowieckim. Podobnie jak przed rokiem, jedynym Polakiem w stawce był Michał Knapp, który uplasował się na 12. pozycji.
W 2022 roku cykl mistrzostw Europy składał się z 2 rund, w Tomaszowie Maz. oraz w Sanoku, dla którego były to był to powrót do rozgrywania zawodów w ice speedwayu po ośmioletniej przerwie. Michał Knapp w rozgrywkach o europejski prymat zajął 11. miejsce. Wystąpił też w zawodach o Puchar Burmistrza Sanoka, który został rozegrany dzień po rozgrywanej tam rundzie mistrzostw, zajmując w 12-osobowej stawce dziewiąte miejsce.

## Kadra
Od 2020 roku jedynym zawodnikiem nominowanym przez Polski Związek Motorowy do reprezentowania Polski jest Michał Knapp.

## Osiągnięcia

### Mistrzostwa świata
Drużynowe mistrzostwa świata
- 4. miejsce: 2013
- 7. miejsce: 2014

Indywidualne mistrzostwa świata
- 7. miejsce:
  - 1967 – Norbert Świtała

- 10. miejsce:
  - 1995 –  Siergiej Iwanow
  - 2014 – Grzegorz Knapp

- 11. miejsce:
  - 2012 – Grzegorz Knapp
  - 2013 – Grzegorz Knapp

- 14. miejsce:
  - 1966 – Mieczysław Połukard
  - 2011 – Grzegorz Knapp

- 15. miejsce:
  - 2010 – Grzegorz Knapp

- 17. miejsce:
  - 1995 –  Jurij Iwanow

### Mistrzostwa Europy
Indywidualne mistrzostwa Europy
- 11. miejsce:
  - 2011 – Grzegorz Knapp
  - 2022 – Michał Knapp

- 12. miejsce:
  - 2012 – Grzegorz Knapp
  - 2021 – Michał Knapp

- 13. miejsce:
  - 2020 – Michał Knapp

- 15. miejsce:
  - 2008 – Grzegorz Knapp

- 16. miejsce:
  - 2015 – Mirosław Daniszewski

## Byli reprezentanci Polski
- Mirosław Daniszewski
- Patryk Daniszewski
- Rafał Dąbrowski
- Zygfryd Friedek
- Piotr Hejnowski
- Jurij Iwanow
- Siergiej Iwanow
- Kamil Janura
- Maciej Konieczka
- Tomasz Kopik
- Grzegorz Knapp
- Edward Kupczyński
- Mieczysław Połukard
- Marcin Sekula
- Paweł Strugała[a]
- Norbert Świtała
- Rajmund Świtała
- Stanisław Tkocz
- Michał Widera
- Zdzisław Żerdziński